# Đội hình Mũi nhọn

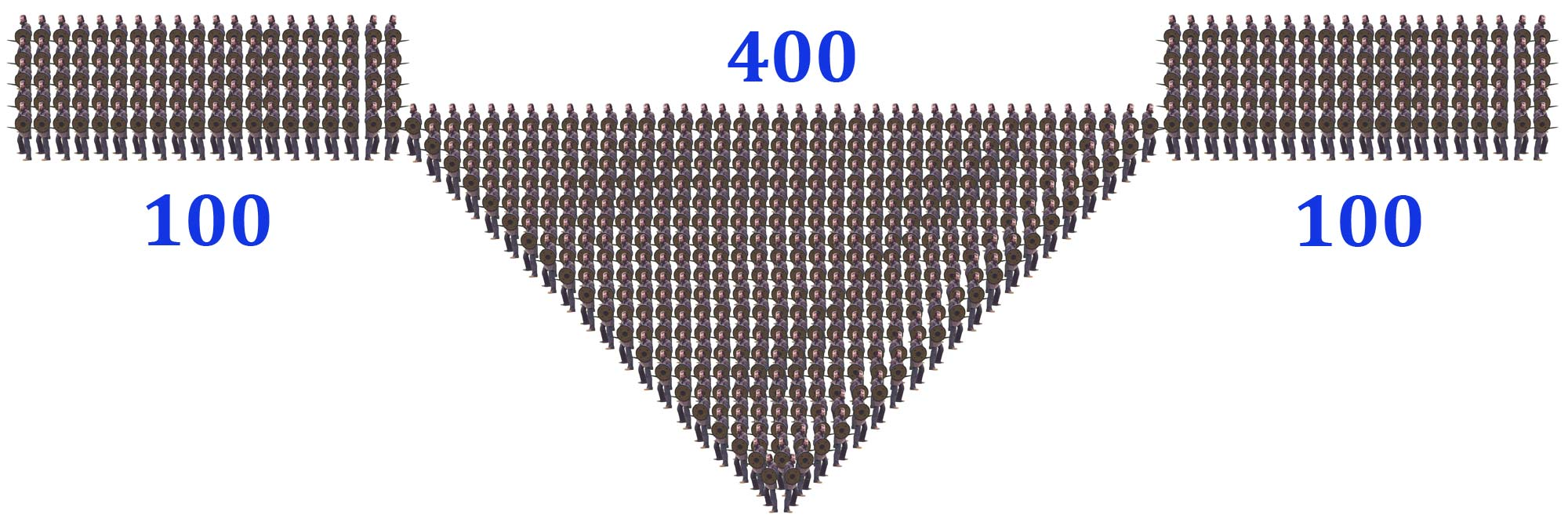
Đội hình mũi nhọn

Đội hình Mũi nhọn (chữ V chớp nhoáng hay mũi nhọn, còn gọi là mũi heo rừng hoặc svinfyking trong tiếng Norse cổ) là dạng cấu trúc tạo bởi một nhóm người tiến thẳng trong đội hình dạng tam giác. Kiểu dàn trận hình chữ V khá thành công về mặt chiến thuật quân sự ở thời cổ đại khi đơn vị bộ binh tiến lên trong đội hình Mũi nhọn đâm vỡ hàng ngũ đối phương. Nguyên lý này được sử dụng sau này bởi các quân đội Trung Cổ, cũng như hiệu quả với quân đội hiện đại, được sửa lại thành đội hình mũi nhọn khối V cho tấn công bộc phá.